# Émile Boirac
Émile Boirac (Guelma, 26 agosto 1851 – Digione, 20 settembre 1917) è stato uno psicologo, filosofo ed esperantista francese.

## Biografia
Nel 1898 diventò presidente dell'Università di Grenoble, e nel 1902 dell'Università di Digione.
Ha presieduto il primo Congresso Universale di Esperanto (tenutosi a Boulogne-sur-Mer, in Francia, dal 7 al 12 agosto 1905) e ha diretto l'Accademia dell'esperanto.
È anche noto soprattutto per aver coniato il termine déjà vu nel suo libro L'Avenir des Sciences Psychiques, dove chiamò la chiaroveggenza con il termine metagnomia dandone questa descrizione: conoscenza ottenuta fuori dai sensi, nota comunemente come percezione extrasensoriale.

## Scritti
- Traduzione all'esperanto della Monadologia di Leibniz (1902)
- Ŝlosileto kvarlingva (1903)
- Perdita kaj retrovita (1905)
- Qu'est-ce que l'espéranto? (1906)
- Le Congrès espérantiste de Genève (1906)
- Pri la homa radiado (1906)
- Traduzione all'esperanto del Don Giovanni di Molière (1909)
- Traduzione all'esperanto de The Other Wise Man di Henry van Dyke (1909)
- Plena Vortaro E-E-a (1909)
- Le problème de la langue internationale (1911)
- Vortaro de la Oficialaj Radikoj (1911)
- Fundamentaj principoj de la vortaro esperanta (1911)
- L'Avenir des Sciences Psychiques (1917)